# Isla de Noro
La Isla de Noro (Illa de Noro, Illa de Ñoro) es una isla de la provincia de La Coruña (Galicia, España), situada al este de la isla de Sálvora, de la que la separa el canal conocido como Paso Interior de Sálvora, a 1.2 kilómetros de esa isla.

## Descripción
Es una mole de 4 hectáreas de superficie conformada por bolos graníticos que se elevan hasta los 42 metros de altitud, por lo que la isla tiene una destacada forma de peñón resquebrajado. La parte sur es llana y cubierta de pradera, y en la norte se alza el peñón. Es lugar de nidificación tanto de aves marinas como terrestres. Forma parte del parque nacional de las Islas Atlánticas de Galicia.
- Datos: Q11683865